# صائد المحار
صائد المحار أو أكال المحار أو السَّلَّاج (الاسم العلمي: Haematopus) هو جنس من الطيور المائية يتبع فصيلة صائدات المحار من رتبة الزقزاقيات. يطلق هذا الاسم على عدة سلالات من الطيور الخائضة التي تعيش على سواحل البحار في معظم أنحاء العالم، ويكثر وجوده في قارتي أوروبا وآسيا، يقتات هذا الطائر على اللافقاريات (كالرخويات والأربيان والحشرات) وعلى الحيوانات الهلامية (مثل بلح البحر والمحار)، اكتسب هذا الطائر اسمه (صائد المحار) لاستطاعته من اقتلاع حيوانات المحار اللاصقة على الصخور وتمكنه من فتح المحارة بواسطة منقاره الصلب.
هذا الطائر له ريش أسود وأبيض وفي البعض الآخر يكون ريشه باللون الأسود فقط، فمثلا يكون لون ريش الأوراس (أحد أنواع طائر صائد المحار) أسود من أعلى الجسم وأبيض من أسفل الجسم بينما يكون في صائد المحار الفحمي القاتم (نوع اخر من أنواع صائد المحار) لون الريش فيه أسود، يملك هذا الطائر منقار طويل أحمر اللون وساقان حمراوان، وفي الشتاء يكتسب هذا الطائر لون أبيض على حلقه.
تضع أنثى هذه الطيور في موسم التزاوج بين بيضتين إلى أربع بيضات مبقعة ومرقطة ذات لون رملي ينسجم مع الحصى الذي يوضع البيض فيه، يحضن الأبوان البيض في هذه الفترة ما بين 24 و27 يوم وبعد اليوم 34 (أي بعد عشرة أيام من فقسها) تصبح الفراخ قادرة على الاعتناء بنفسها.

## أنواعها
| ترتيب الفصائل            |                       |        |
| الاسم الشائع             | تسمية أُخرى            | الصورة |
| صائد المحار الماجلاني    | H. leucopodus         |        |
| صائد المحار المسود       | H. ater               |        |
| صائد المحار الأسود       | H. bachmani           |        |
| صائد المحار الأمريكي     | H. palliatus          |        |
| Canarian Oystercatcher   | H. meadewaldoi انقراض |        |
| African Oystercatcher    | H. moquini            |        |
| صائد المحار الأوراسي     | H. ostralegus         |        |
| صائد المحار طويل المنقار | H. longirostris       |        |
| صائد المحار الفنشي       | H. finschi            |        |
| Chatham Oystercatcher    | H. chathamensis       |        |
| صائد المحار المتغير      | H. unicolor           |        |
| صائد المحار الأسخم       | H. fuliginosus        |        |

## وصلات خارجية
- موسوعة الطيور المائية.